# Bartomeu Gerp
Bartomeu Gerp, també citat com Berp, i llatinitzat Gerbius (Llíria, Camp de Túria, segle xv), fou un matemàtic, teòleg i astròleg valencià.

## Biografia
Bartomeu Gerp apareix breument en el De viris illustribus catalanis, opuscle biogràfic del notari i arxiver reial català del segle xv Pere Miquel Carbonell, amb la referència següent: «Bartholomeus Gerbius Leriae natus ex agro Valentino ubique cristianorum notissimus sacris litteris deditus admodum fuit astrologia doctissimus.» ('Bartomeu Gerp, nascut a Llíria, del camp valencià, arreu entre els cristians fou notabilíssim coneixedor de les lletres sagrades especialment i molt docte en astrologia').
Se'n tenen poques dades biogràfiques més. L'esmenten Jeroni Pau i Jeroni Torrella, aquest darrer en el seu De imaginibus astrologicis. Se sap que mantingué una aspra polèmica amb el polonès Jakub de Zalesie, amb qui s'enfrontà en una violenta disputa pública a Bolonya sobre les equacions dels dies i les seues causes.
Un altre humanista valencià d'igual nom (o el mateix?) consta que residia a Roma el 1474 i anys després s'establí a Càller, en l'illa de Sardenya, on es casà en data anterior al 1482. Amb la seua muller, Joana, tingué un fill, Eusebi, i tres filles, Isabel, Anna i Caterina. Hi apareix documentat a partir del 1479 com a advocat prestigiós, i com a autor d'una crònica bèl·lica d'Oristany, Historia Oristani et perditionis ipsius (Càller, 1478). Morí el 1518, any en què, a instància de la seua viuda, va ser fet inventari dels béns que deixà en herència, entre els quals una ben dotada biblioteca, majoritàriament de literatura jurídica en llatí.

## Obres
- De diebus naturalibus earumque aequatione. Bolonya, 1471
- De Situ paradisi et die passionis Christi, mense ue creationis mundi. Roma, 1476?